# Avezzano Calcio
L'Avezzano Calcio S.S.D., semplicemente nota come Avezzano, è una società calcistica italiana con sede nell'omonima città abruzzese. Ufficialmente fondata nel 1919 come Forza e Coraggio Avezzano F.C., ha assunto la denominazione Avezzano Calcio negli anni trenta. Il club ha vinto due campionati interregionali, la Serie D 1990-1991 e la Serie C2 1995-1996, oltre alla Coppa Italia Dilettanti 1986-1987 a livello nazionale. I colori sociali sono il bianco e il verde, il simbolo è il lupo marsicano; dal 1990 disputa stabilmente le gare interne allo stadio dei Marsi-Sandro Cimarra. Nell'estate del 2025 non perfeziona l'iscrizione e viene escluso dal campionato di Serie D per gravi inadempienze finanziarie.

## Storia

### Le origini

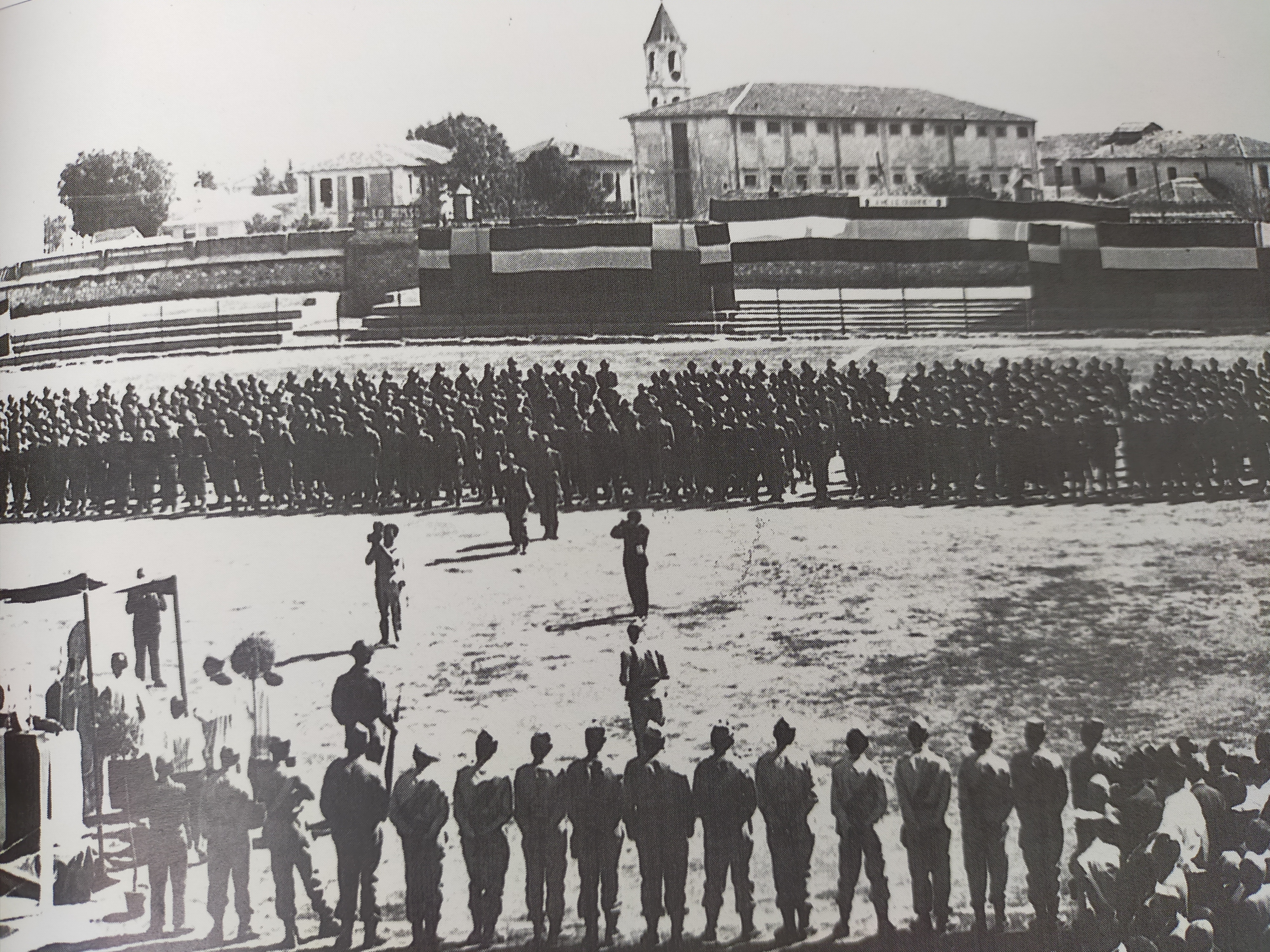
Inaugurazione dello stadio dei Marsi in una foto d'epoca

La pratica del calcio ad Avezzano risale tra la fine dell'Ottocento e l'inizio del XX secolo. Nel 1902, in occasione del completamento dello zuccherificio di Avezzano, si disputò in località Prato della Signora la prima amichevole tra l'Audace Roma e una squadra locale, successivamente denominata Unione Sportiva Marsicana costituita in forma ufficiale nel 1909 dai conti Resta e diretta da Tobia Ferrini. Il simbolo societario era, con ogni probabilità, costituito da un distintivo di colore azzurro con impresso il nome della società sportiva, sovrastato da cinque stelle, e le scritte latine "Fortissimus Umbro" e "Ave Ianum", raffigurante al centro un busto con due volti posti di profilo.
Nel 1919, pochi anni dopo il terremoto della Marsica del 1915 e successivamente alla prima guerra mondiale, venne fondata la società calcistica cittadina Forza e Coraggio Avezzano Football Club.
Nel settembre del 1920 in seguito allo smantellamento del campo di concentramento di Borgo Pineta l'onorevole Camillo Corradini ottenne la cessione gratuita di gran parte dei terreni e di alcuni edifici in favore del municipio di Avezzano. Nel 1921 venne realizzato il primo progetto dello stadio dei Pini che sarebbe dovuto diventare il primo campo da gioco ufficiale della S.S. Marsica, altra società avezzanese che successivamente risultò di fatto confluita nel principale club cittadino.
La squadra biancoverde, la cui maglia fu indossata da personaggi come Fulvio Bernardini, Aldo Fraschetti, Carlo Nesi e Silvio Piola, disputò negli anni venti alcuni tornei estivi di carattere regionale, come la "Lucente settimana abruzzese" del 1923, contro le compagini dell'Aeternum Pescara, Castellammare Adriatico, Chieti, L'Aquila, Pratola Peligna, Pro Carseolis, Sulmona, Torre de' Passeri, Vastese e Virtus Lanciano.

### Anni 1930-1940
Agli inizi degli anni trenta la formazione marsicana partecipò insieme ad altre realtà calcistiche abruzzesi ad alcuni campionati di Seconda Divisione, all'epoca il massimo livello calcistico regionale, debuttando in una competizione ufficiale nel 1931-32 sotto la guida tecnica di Franco Ottolini che adottò lo schema di gioco della Piramide di Cambridge. Il club che partecipò come Società Sportiva Marsica non ratificò per il torneo successivo l'affiliazione e venne rifondata come Società Sportiva Avezzano adottando i colori biancoverdi. La squadra, guidata dal giocatore-allenatore bolognese Armando Santolini e composta da calciatori maturati nel locale campionato uliciano, si classificò in quarta posizione alle spalle delle compagini di Chieti, Penne e Francavilla al Mare.

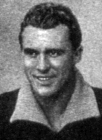
Giuseppe Cavanna, allenatore dei biancoverdi dal 1945 al 1947

Prima della fine della seconda guerra mondiale il sodalizio prese parte al torneo misto abruzzese classificandosi terzo, dietro al Pescara e al Chieti.

#### Forza e Coraggio in Serie C
L'esordio nel campionato nazionale vero e proprio avvenne nel 1945 allorché la squadra, ridenominata Forza e Coraggio, fu inserita in Serie C, torneo organizzato dalla Lega Nazionale Centro-Sud e in seguito dalla Lega Interregionale Centro in cui militò per tre stagioni.
Nella stagione 1945-46, sotto la guida tecnica di Giuseppe Cavanna, già portiere del Napoli e della nazionale campione del mondo nel 1934, i biancoverdi parteciparono al girone umbro-laziale-abruzzese, classificandosi settimi insieme a Civitavecchia e Viterbese. Vinse il torneo la squadra dell'Alba Roma.
Nel 1946-47 il patron Raffaele Marini conferì la carica di presidente onorario a Ignazio Silone mentre alla guida tecnica venne riconfermato Cavanna che ottenne con una compagine composta da tutti giocatori marsicani l'ottavo posto. Il torneo fu vinto dal Civita Castellana, seguito da Spoleto e Sora.
Nel secondo dopoguerra, grazie anche all'impegno del presidente Giuseppe Corradi e del commendatore Raffaele Tomassetti che portarono a termine i lavori di ampliamento e adeguamento dello stadio dei Marsi, la passione per il calcio in città aumentò. Nel 1947-48 però, nonostante il quarto posto e l'affidabilità di elementi come Rolando Appolloni, Dante Cataldi e Dante Lacorata, la squadra fu retrocessa in Promozione anche a causa di una riforma restrittiva del campionato di Serie C.

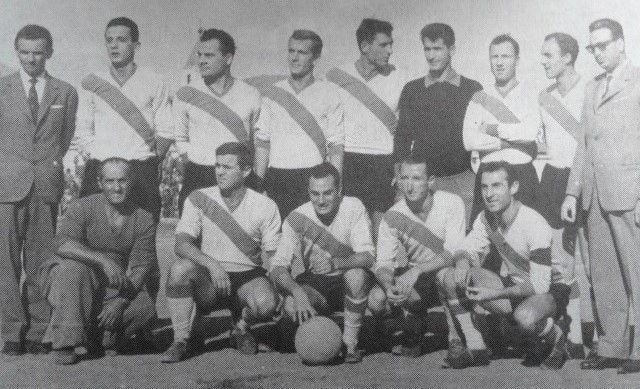
La Forza e Coraggio di Aroldo Collesi (1958-1959)

A partire dalla stagione 1948-49 il club disputò quattro campionati interregionali in Promozione giocando le gare casalinghe nel ristrutturato stadio dei Marsi, classificandosi secondo dietro alla Fermana e sfiorando la scalata in Serie C nel 1949-50.

### Anni 1950
Nella stagione successiva fu terzo dietro a Chieti e Pescara, prima di essere retrocesso nel 1951-52 anche a causa della riforma dei campionati con cui fu istituita la IV Serie. L'anno successivo arrivò una seconda retrocessione dal campionato di Promozione alla Prima Divisione che rischiò di compromettere il futuro societario. Tuttavia il club fu riorganizzato e sotto la guida tecnica dell'ex terzino biancoverde Giovanni Breno e di Bruno Cataldi vinse il campionato 1953-54 davanti all'Audace Tagliacozzo. Contro la Pro Vasto la squadra perse il doppio confronto intergirone valido per il titolo regionale di categoria.
Tornata in Promozione, elevato al massimo livello regionale, vi militò per tre stagioni fino al 1956-57, quando diretta da Dante Lacorata e condotta in campo da giocatori d'esperienza come De Nuntiis, Medici, il bomber Orazio Stentella e nella seconda parte del torneo dal centrocampista Alberto Piccinini, si classificò prima e fu ammessa insieme all'Ortona nel campionato di IV Serie. Torneo nazionale che vide tra i protagonisti biancoverdi l'allenatore Aroldo Collesi e le colonne Bepi e Rolando Appolloni.

### Anni 1960
Negli anni sessanta la Forza e Coraggio militò stabilmente nel ridenominato torneo di Serie D. Dopo un quinquennio di buoni piazzamenti seguì una flessione di risultati che portò alla retrocessione in Prima Categoria, che in quel periodo rappresentò in alcune regioni, tra cui l'Abruzzo, il massimo livello regionale. La squadra fece registrare la pronta risalita in Serie D nel 1965-66, dopo aver vinto allo stadio Adriatico di Pescara, grazie ad un gol di Manzi, lo spareggio decisivo con la Pro Vasto vincitrice dell'altro girone. Nel 1966-67 i biancoverdi mantennero la categoria in una stagione in cui non vi furono retrocessioni a causa dell'allargamento dei quadri per la stagione successiva nella quale la salvezza arrivò in extremis. Retrocessione e immediata risalita si verificarono anche tra i campionati 1968-69 e 1969-70. Nel torneo regionale infatti l'Avezzano concluse davanti a Celano e Sulmona. I biancoverdi persero lo spareggio intergirone con il Termoli ma vennero ripescati in Serie D a completamento degli organici. Tra i protagonisti della risalita figurano Francesco Andreetti, Filippo Cannavacciuolo e Francesco Laurenzi.

### Anni 1970

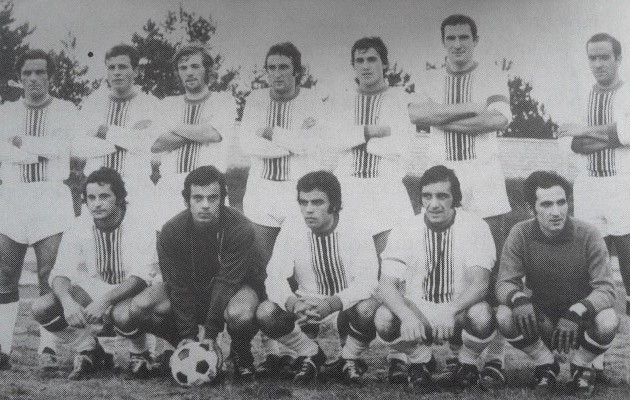
Football Club Avezzano 1972-1973

Nel 1970-71 in seguito alle gravi difficoltà economiche, un gruppo di facoltosi capuani guidati dal commendatore Italo Buglione, imprenditore nel settore della caffetteria, rilevò la società, portando sulla panchina biancoverde l'ex giocatore del Torino e del Napoli, Juan Carlos Tacchi. La cosiddetta "operazione Vesuvio" si rivelò sin da subito fallimentare, con tecnico e diversi giocatori che rinunciarono al mandato a campionato in corso, tanto che la squadra imbottita di giovani e inesperta non poté evitare la retrocessione in Promozione. Nei seguenti tornei regionali i biancoverdi si trovarono a fronteggiare, oltre alle formazioni abruzzesi, le marsicane Angizia Luco, Carsoli, Cliternum Celano, Fucense Trasacco, Tagliacozzo e anche la seconda squadra cittadina, la consorella A.C. Avezzano, erede del club Aquilotti (ex Aquilorione) in cui esordì negli anni sessanta Bruno Jacoboni, successivamente portiere della Reggina per sette stagioni in Serie B e tecnico biancoverde.
Al termine della Promozione Abruzzo 1971-1972, durante l'estate del 1972, la Forza e Coraggio si fuse con gli arancioneri dell'A.C. Avezzano dando vita ad un nuovo sodalizio guidato da Toto Di Lorenzo che prese il nome di Football Club Avezzano mantenendo i colori sociali biancoverdi.

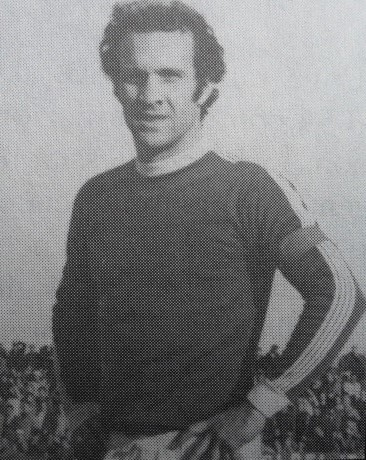
Il capitano Sandro Cimarra

Dopo un paio di buoni piazzamenti, nel 1974-75 l'Avezzano di Carlo Facchin si classificò al secondo posto ad un solo punto dal Francavilla con cui diede vita ad un interminabile testa a testa. Agli adriatici fu però revocata la promozione in seguito ad una penalizzazione inflitta per illecito sportivo commesso da alcuni suoi tesserati. Un ruolo determinante nella vicenda che riportò i biancoverdi in Serie D lo ebbero l'accompagnatore Serafino Volpe e il dirigente Angelo Passalacqua. L'anno successivo la squadra spinta da elementi di esperienza come Luigi Asnicar, Claudio Cappelli, Giuseppe "Sandro" Cimarra, Michele Di Francesco, Francesco Oddo e Ciccio Speranza sfiorò la doppia promozione assestandosi nuovamente al secondo posto alle spalle della Paganese. Il capocannoniere di quella stagione fu il biancoverde Roberto Durazzi. Nel 1976-77 la squadra arrivò quinta nel girone G, dietro a Chieti, Palmese, Giugliano e Lanciano.

L'Avezzano del presidente Mario Spallone

#### F.C. Avezzano in Serie C2
Nel 1977-78 la FIGC varò una riforma dei campionati con lo sdoppiamento della Serie C in due livelli e la creazione della Serie C2, in cui sarebbero state promosse le prime quattro classificate di ogni girone del massimo torneo dilettantistico. L'Avezzano del presidente Ugo Graziani e del tecnico Piero Grasselli si ritrovò a lottare per la vetta della classifica dove in conclusione si piazzò al terzo posto, dietro ad Almas Roma e Lupa Frascati, garantendosi grazie anche alla difesa meno battuta del girone il ritorno tra i professionisti dopo trent'anni dall'ultima partecipazione. In C2 l'Avezzano alternò buone prestazioni a campionati di bassa classifica riuscendo tuttavia a mantenere la categoria per un lustro. Nella prima stagione il club retrocesse insieme a Frosinone e Pro Vasto ma venne successivamente ripescato grazie all'esclusione del Gallipoli per inadempienze finanziarie.

### Anni 1980

Football Club Avezzano 1980-1981

Negli anni 1979-80 e 1980-81 il club capeggiato dal duo Mario Spallone e Gennaro Gentile rinforzò la squadra con giocatori di categoria come Antonio Bonaldi, Franco Marescalco e Alessandro Pierleoni. Nel 1981-82 a una buona partenza seguì un pessimo girone di ritorno, condizionato anche da problemi di natura tecnica e societaria. L'undici biancoverde, nonostante gli attaccanti prolifici, si classificò terzultimo a pari punti con il Venezia, salvandosi solo grazie ai favorevoli scontri diretti con doppia vittoria per 1-0 sui lagunari.
Nel 1982 i marsicani cambiarono nuovamente la ragione sociale in Avezzano Calcio. Ma quella che seguì non fu una stagione felice per i biancoverdi che dopo un disastroso girone di andata, segnato da un triplo avvicendamento alla guida tecnica, culminò nella decisiva sconfitta di Senigallia che rese vano il tentativo di rimonta e inevitabile la retrocessione nel Campionato Interregionale, nuovo format della Serie D.

L'Avezzano Calcio di Bruno Nobili (1986-1987)

L'Avezzano nel 1983-84 disputò un campionato anonimo, terminando nella parte medio-bassa della graduatoria, mentre al termine della stagione successiva si classificò ultima con appena sei punti facendo registrare la peggiore prestazione in tutta la sua storia. Vinse questo torneo l'Angizia Luco, dopo un lungo testa a testa con Bisceglie e Manfredonia. L'Avezzano fu invece retrocessa in Promozione abruzzese, categoria da cui mancava da un decennio.
La Polisportiva Avezzano fu rifondata grazie al cambio di denominazione sociale della Pro Calcio Avezzano, società che raccolse per un breve periodo l'eredità precedente. Il club del nuovo presidente Nicola Di Lorenzo si risollevò ben presto collezionando un quinto posto nel 1985-86.

#### Coppa Italia Dilettanti
Nel 1986-87 la compagine societaria si rafforzò anche grazie all'acquisizione del sodalizio giovanile Marsica Domani di Cesidio Di Gravio. La squadra, allenata da Bruno Nobili e composta da giocatori di buon livello come Maurizio Coppola e Massimo Ruscitti, risalì nel torneo Interregionale distaccando la seconda classificata Tagliacozzo e superando le formazioni marsicane Ortygia, Lycia, TKM Gioia, Monte Velino Magliano, il Carsoli allenato da Icli Scatena e le altre compagini abruzzesi. La stagione, che segnò l'inizio del decennio d'oro del club biancoverde, rimase negli annali. La squadra conquistò anche il trofeo abruzzese contro la vincente dell'altro girone, il Sulmona di Vincenzo Zucchini, la Coppa Italia di settore e l'ambita Coppa Italia Dilettanti, superando nella finale della fase di Promozione i lombardi del Verbano e battendo nella finalissima di Castel di Sangro il Chieti, dopo un match equilibrato deciso dai gol di Coppola e, negli ultimi secondi dei tempi supplementari, di Maurizio Patanè.
Seguirono quindi quattro anni in Interregionale. Nel 1987-88 dopo un avvio incerto, caratterizzato dal cambio del tecnico e dal trasferimento nel centro sportivo "Don Orione" del quartiere Cesolino causa lavori di ristrutturazione del Dei Marsi, la formazione inanellò buoni risultati terminando a metà classifica. L'anno successivo rischiò addirittura di non iscriversi per problemi societari, ma alla fine salvò la stagione grazie alla vittoria ottenuta con un gol di Antonio Bianchini, nell'ultimo turno, contro l'Alghero allo stadio dei Pini.

Avezzano Calcio 1991-1992

Nel 1989-90 la squadra fu rinforzata e terminò il campionato al sesto posto.

### Anni 1990

#### Il ritorno in Serie C2
Nel campionato 1990-91, tornata a disputare le gare casalinghe nel rinnovato stadio dei Marsi dominò il proprio girone classificandosi al primo posto staccando la Fermana e L'Aquila. Nei previsti spareggi intergirone la squadra guidata da Pino Petrelli affrontò la Colligiana vincendo 2-0 in casa, con doppietta di Cardillo, e pareggiando 1-1 al Gino Manni di Colle di Val d'Elsa, con rete di Pellegrini siglata in zona Cesarini. Dopo una stagione memorabile l'Avezzano del giovane presidente Mauro Gentile tornò a distanza di circa otto anni tra i professionisti. Nella classifica dei marcatori svettarono Caretta, Cardillo e Nicoletti; trascinatori biancoverdi furono, tra gli altri, il brasiliano Neivaldo Mozetti, in arte Pita, De Cresce, Pellegrini, Piconi ed Enrico Maniero. Nella stessa stagione la squadra arrivò vicinissima a conquistare la sua seconda Coppa Italia Dilettanti. Superate in sequenza Cerignola, Gualdo, Casalotti e Benevento fu sconfitta allo stadio dei Marsi nella finale della fase Interregionale dal Savona dopo i calci di rigore.
Negli anni novanta il club disputò sei campionati di Serie C2 e uno di C1. Indossarono la maglia biancoverde, tra gli altri, Giuseppe Pancaro, l'ivoriano Christian Manfredini e i portieri Silvio Lafuenti e Patrizio Fimiani.
I primi anni successivi al ritorno in C2 videro un undicesimo posto, raggiunto con una certa tranquillità nella stagione 1991-92, mentre nei due anni successivi l'Avezzano rischiò la retrocessione salvandosi per due anni consecutivi all'ultima giornata: nel 1992-93, in casa con il Pontedera, e nel 1993-94, dopo il derby vinto a Vasto con un gol di Andrea Orocini. In questo periodo debuttò tra i professionisti Corrado Giannini, fratello minore di Giuseppe, capitano della Roma. Nel settembre 1993, prima dell'inizio della stagione, i biancoverdi allenati da Giuseppe Di Franco affrontarono in amichevole alla Borghesiana la nazionale di calcio Under 21 di serie B. Gli azzurrini si imposero per 2-1 con la rete biancoverde realizzata da James Walter Wilson, figlio di Pino, storico capitano della Lazio campione d'Italia nel 1973-74.

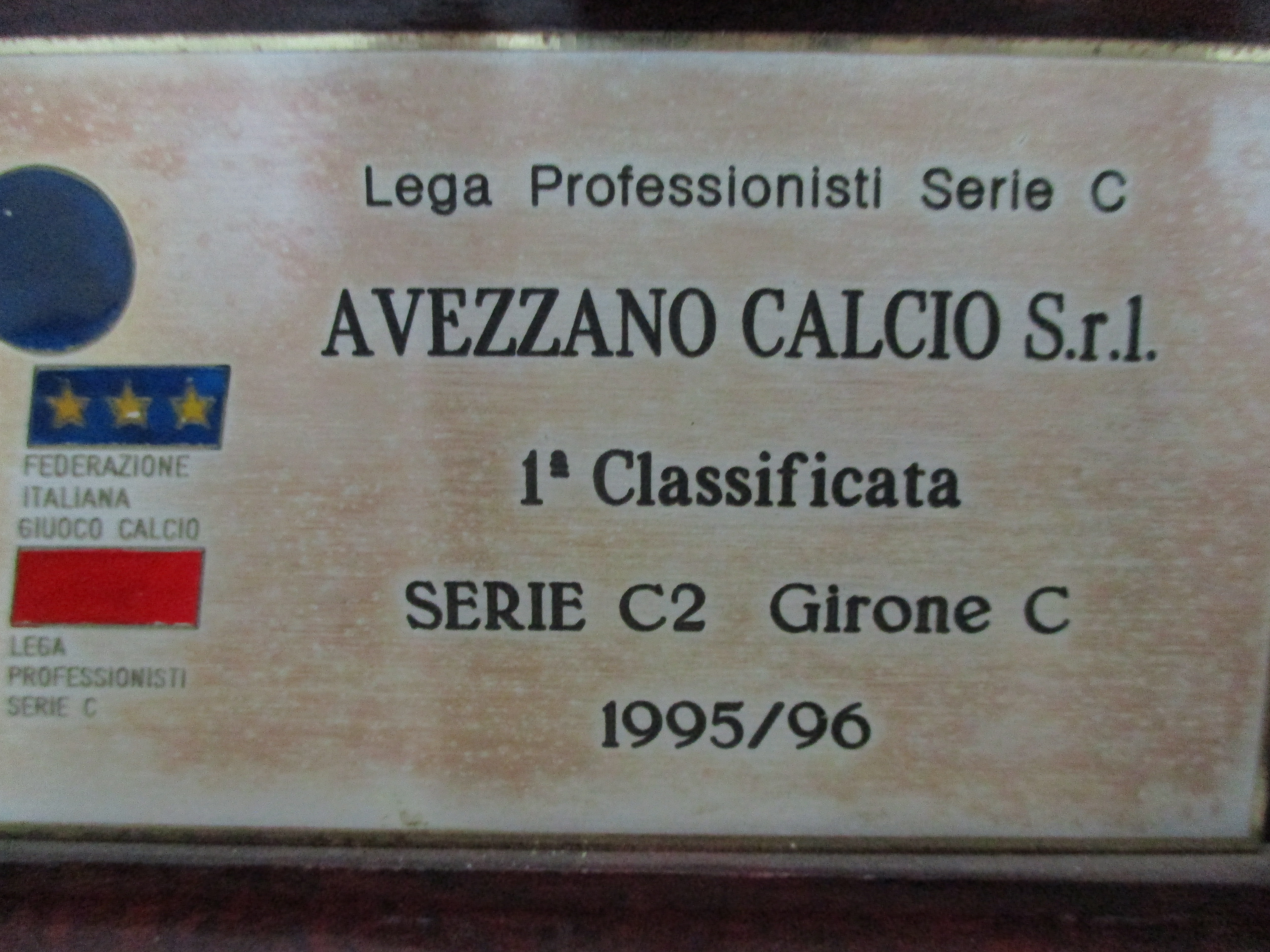
Targa premio dell'Avezzano Calcio 1995-1996

Nel 1994-95, la squadra collezionò un sesto posto, mancando alla penultima giornata l'accesso ai play-off a vantaggio della formazione campana dell'Albanova.

#### Avezzano Calcio in Serie C1

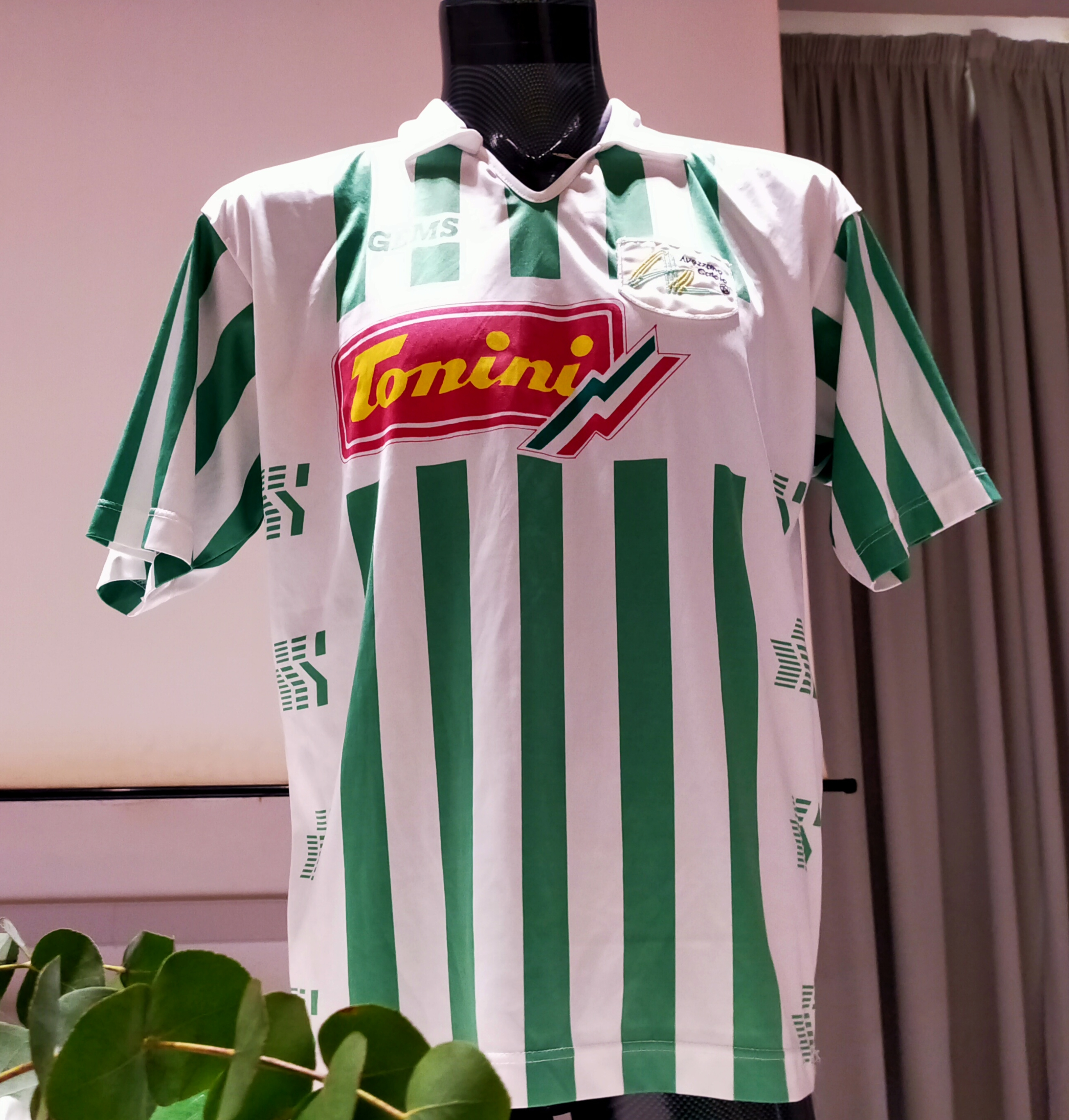
La maglia biancoverde della trionfale stagione 1995-1996

La Serie C2 1995-1996 entrò negli annali biancoverdi con la vittoria del campionato arrivata all'ultima trasferta di Teramo in volata su Frosinone e Giulianova. La squadra, allenata di nuovo da Pino Petrelli, vinse la C2 spinta dall'esperienza di giocatori di categoria come Ersilio Cerone, Alessandro Del Grosso, Roberto Di Nicola, Augusto Gabriele, Angelo Pierleoni e dall'entusiasmo di giovani promettenti. Nel 1996-97 l'Avezzano fece quindi il suo esordio in Serie C1, considerato il massimo livello raggiunto dal club biancoverde fino ad allora. La compagine pagò lo scotto dell'inesperienza e, indebolita dal mercato di riparazione, concluse la stagione all'ultimo posto retrocedendo nel campionato inferiore. 
Tornata nel 1997 in C2, nella stagione in cui Sebastiano Nela fece parte della dirigenza biancoverde, l'undici inizialmente guidato da Claudio Di Pucchio si posizionò a metà classifica con gli stessi punti del Catania.
Durante l'estate del 1998 con la squadra già in ritiro, il club del presidente Vincenzo Angeloni venne escluso dal torneo per inadempienze finanziarie.

### Anni 2000

#### Nuova Avezzano Calcio
Il calcio in città ripartì dai tornei regionali grazie allo scambio di titoli tra la Società Sportiva Paterno, club dell'omonima frazione marsicana militante in Prima Categoria, e la Mondial, realtà dilettantistica cittadina. Il sodalizio del presidente Lorenzo Sannito, ridenominato Società Sportiva Paterno-Avezzano, al termine della stagione 1998-99 salì in Promozione in virtù del primo posto in classifica. La vittoria del torneo successivo decretò il ritorno nel campionato di Eccellenza.
Nel 2000 il club guidato da Ennio Panei assunse la denominazione di Nuova Avezzano Calcio.
Dopo una prima stagione anonima, nel 2001-02 si classificò terzo uscendo di scena nei play-off regionali in cui fu superato dal Notaresco. Nel 2002-03, classificatosi nuovamente terzo, vinse i play-off regionali superando nell'ordine Santegidiese e Renato Curi Angolana. La squadra guidata da Antonio Torti conquistò la promozione in Serie D battendo negli spareggi nazionali prima i sardi dell'Arbus e infine i calabresi del Sambiase, contro i quali fu determinante la gara di ritorno allo stadio dei Marsi vinta, dopo un vero e proprio nubifragio scatenatosi nei minuti finali, con i gol di Luca Baldolini e Luigi Carosella.
Tornata in Serie D nel 2003, sotto la presidenza di Loreto Iampieri, la squadra disputò un tranquillo campionato terminando al settimo posto grazie a una tra le difese meno battute del girone. In quella stagione il portiere Fabio Vecchiarelli fu convocato nella rappresentativa nazionale under 18, mentre Luigi Carosella si confermò un goleador prolifico, risultando capocannoniere tra i biancoverdi anche nel campionato successivo in cui l'Avezzano, presieduto da Renata Parisse, evitò i play-out solo grazie alla classifica avulsa. Nel 2005-06, dopo un campionato mediocre, la squadra fu costretta a disputare lo spareggio per la salvezza che perse contro i marchigiani del Grottammare. L'Avezzano del neo presidente Francesco Tuzi, ripescato a completamento dei quadri di Serie D, si riscattò nel torneo successivo classificandosi al quarto posto; ammesso ai play-off venne superato dal Real Montecchio. I marsicani furono guidati da mister Elio Perri e trascinati dall'attaccante congolese Doris Fuakuputu.
Nell'estate del 2007 la società rinunciò all'iscrizione in campionato cedendo il titolo al Canistro, realtà calcistica limitrofa militante nel campionato regionale di Eccellenza che disputò la Serie D con la denominazione di Luco Canistro.

#### Progetto FC Avezzano VdG
Tra il 2007 ed il 2009 non vi fu nessuna squadra di Avezzano iscritta ai massimi campionati dilettantistici. Nel 2006-07, inoltre, un nuovo sodalizio nato dalla fusione delle società sportive marsicane di Aielli, Pescina e del settore giovanile del Sirente Cerchio, disputò lo stesso campionato della Nuova Avezzano conquistando la promozione in Serie C2. L'Associazione Sportiva Pescina Valle del Giovenco, che aveva già programmato una fusione con la società avezzanese, tentò quindi di raccogliere l'eredità del calcio cittadino modificando i colori sociali dal gialloverde originario al biancoverde, riportando la scritta "Città di Avezzano" sulle casacche, inserendo l'emblema del lupo marsicano nello stemma e ottenendo dai vertici calcistici una deroga speciale per disputare le partite interne allo stadio dei Marsi.
L'amministrazione comunale cittadina appoggiò la società emergente nell'acquisizione del titolo avezzanese in vista del cambio di denominazione in FC Avezzano VdG. Il progetto calcistico impossibilitato anche dalle stringenti regole della Lega Pro mantenne l'originaria ragione sociale e la sede legale a Pescina finendo così per riscuotere le antipatie di una buona parte della tifoseria organizzata locale. Il nuovo club in poco tempo guadagnò sul campo la promozione in Lega Pro Prima Divisione ma al termine della stagione 2009-10, culminata con la retrocessione in Lega Pro Seconda Divisione, venne escluso e radiato per inadempienze economiche.

### Anni 2010

#### La nuova rifondazione

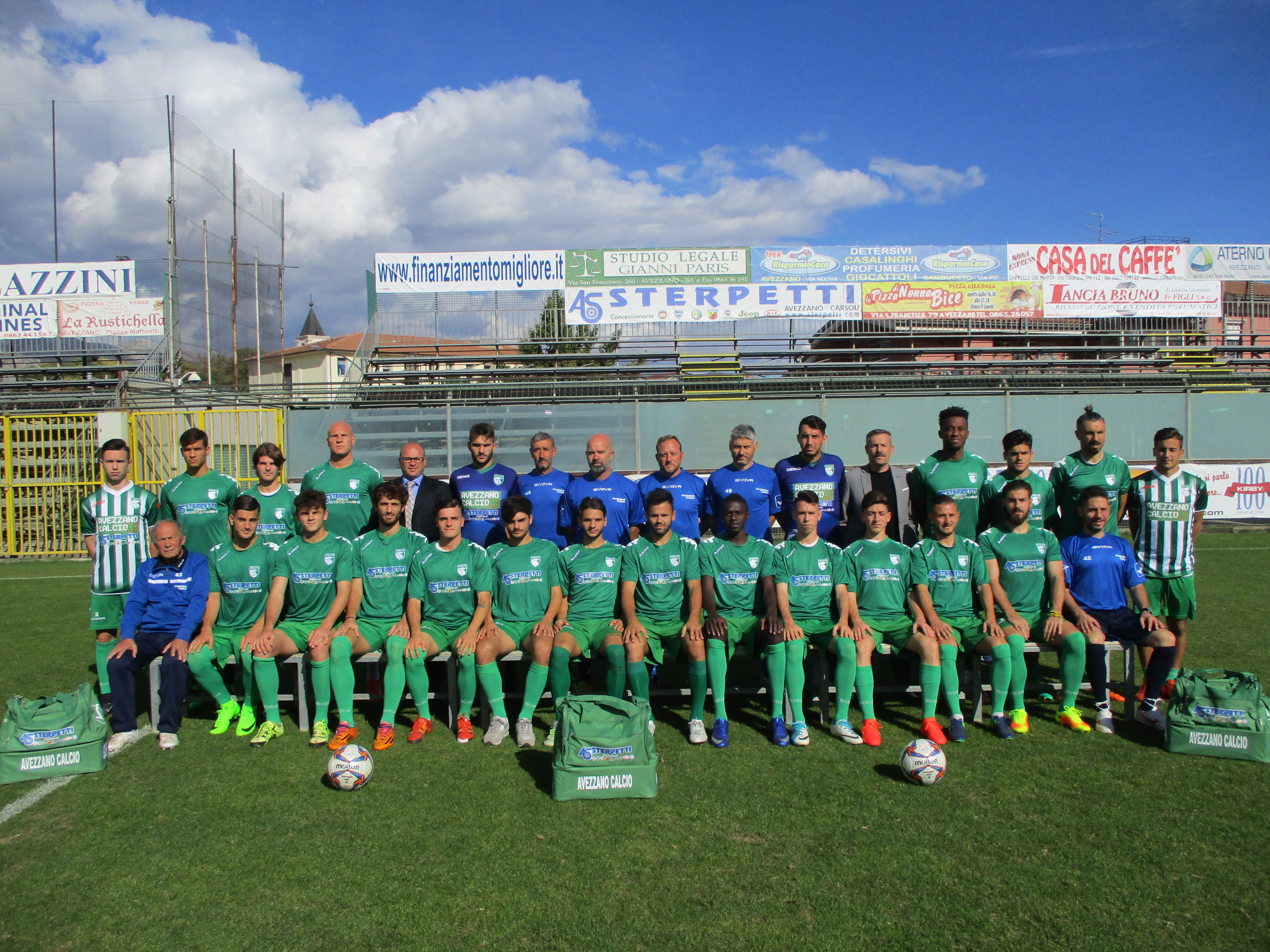
L'Avezzano Calcio di Federico Giampaolo (2017-2018)

Contemporaneamente alle vicende del Pescina Valle del Giovenco, Roberto Cotturone e Gianni Paris rilevarono nel 2009 l'Associazione Sportiva Dilettantistica Avezzano Foce Nuova per riportare concretamente un calcio di maggiore livello in città. A conclusione del campionato regionale di Prima Categoria 2010-11 il club ottenne l'accesso in Promozione e cambiò denominazione in Avezzano Calcio Associazione Sportiva Dilettantistica.
Nella categoria superiore, con Paris come unico presidente e dopo un percorso agonistico altalenante, la squadra venne sconfitta nella finale play-off dalla formazione teramana della Torrese, mentre vinse il campionato 2012-13 raggiungendo con largo anticipo l'Eccellenza. I biancoverdi conquistarono anche il trofeo Mancini superando la vincente dell'altro girone, la Vastese, e la Coppa Italia di Promozione battendo a Sulmona la Virtus Ortona.

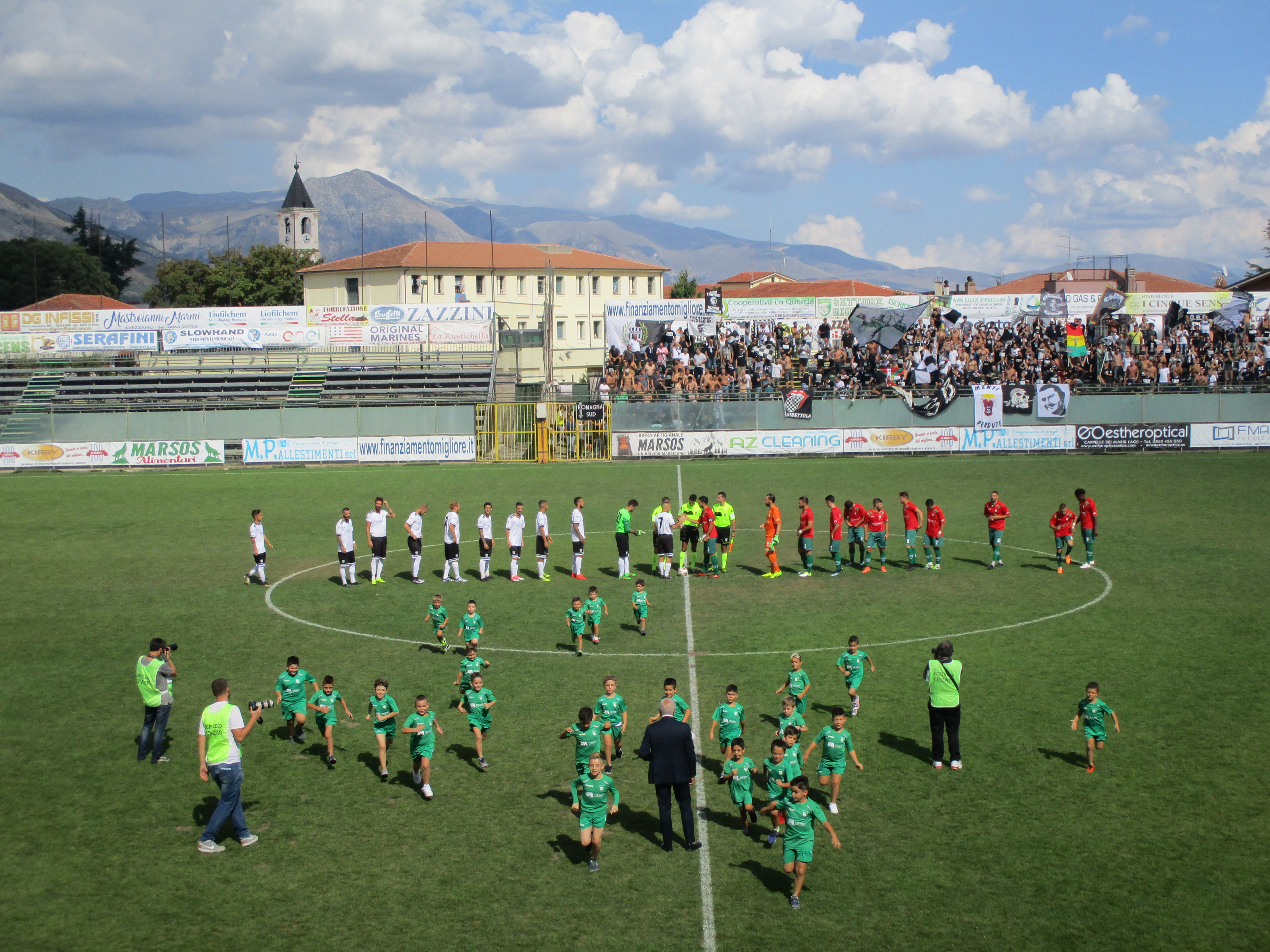
Avezzano-Cesena in serie D nel 2018-2019

Tornata in Eccellenza, nonostante alcuni risultati negativi e il cambio dell'allenatore, si classificò al secondo posto con 77 punti alle spalle del San Nicolò. Superati i play-off regionali l'undici biancoverde venne eliminato nella semifinale nazionale dal San Giovanni Valdarno uscito vincitore dallo stadio dei Marsi dopo il pareggio a reti inviolate in terra toscana. In Coppa Italia i biancoverdi vinsero la fase regionale, battendo nella finale di Scoppito il San Nicolò, mentre furono eliminati nella fase nazionale dal Campobasso.
Durante la stagione 2014-15 a campionato in corso venne chiamato alla guida tecnica Alessandro Lucarelli, allenatore di Avezzano che portò i biancoverdi alla vittoria finale giunta a discapito del Paterno dopo una lunga rincorsa. Pasquale Moro fu il capocannoniere del torneo, mentre Michele Bisegna nell'ultima trasferta di Vasto segnò al 94° il gol che sul filo di lana decise la stagione.
L'Avezzano neopromosso in Serie D, quarto livello della piramide calcistica italiana, disputò un campionato altalenante, contrassegnato da un ottimo ruolino casalingo e un rendimento esterno poco proficuo. Classificatasi al decimo posto la società biancoverde riescì a valorizzare il proprio vivaio, in particolare gli attaccanti Alessio Di Massimo e Lorenzo Di Curzio che vennero tesserati rispettivamente dalla Juventus e dal Livorno.

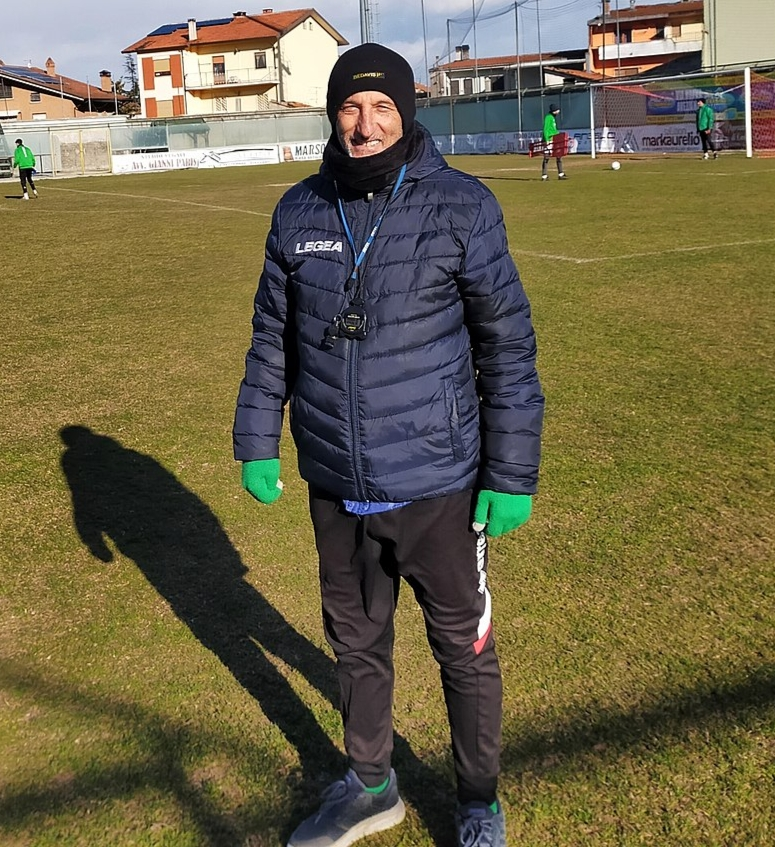
Antonio Torti, tecnico più volte vincente dei biancoverdi

Nella stagione successiva, con l'ex bomber biancoverde Pino Tortora alla guida tecnica, l'Avezzano ottenne l'ottavo posto in classifica centrando una tranquilla salvezza nel girone sardo-laziale.
Nella stagione 2017-18 la squadra, a poche settimane dal debutto, venne affidata a Federico Giampaolo. Tornata nel girone marchigiano-abruzzese, dopo un avvio stentato, riuscì a inanellare una serie di risultati utili consecutivi e a stabilirsi in zona play-off. In particolare nel girone di ritorno, chiuso senza sconfitte, risalì la graduatoria battendo le formazioni più quotate come la vincitrice del girone Vis Pesaro e il Matelica, piazzandosi al terzo posto. I biancoverdi, che il 22 novembre 2017 incontrarono Papa Francesco in piazza San Pietro, fecero registrare la difesa meno battuta del torneo e conquistarono il gradino più alto nel podio dei capocannonieri, grazie al bomber brasiliano Mateus Ribeiro Dos Santos che firmò il record di ventuno reti. Prolifici marcatori furono anche Federico Cerone, Saverio Pellecchia e il giovane Michael D'Eramo. Allo stadio dei Marsi, di fronte a circa tremila spettatori, la squadra perse la prima gara secca dei play-off contro il Pineto.
Nella stagione 2018-19 il club, partito con grandi ambizioni, stentò a fare punti e rimase subito invischiato nella zona retrocessione, complice anche la penalizzazione di tre punti inflitta a inizio stagione per una querelle tra il presidente e l'ex tecnico Tortora. L'avvocato e imprenditore Gianni Paris a novembre, dopo otto anni di presidenza in cui riportò i colori biancoverdi dalla Prima Categoria alla Serie D, cedette la società al giovane imprenditore Luciano D'Alessandro.
Il 22 dicembre 2018 Poste italiane realizzò un annullo filatelico che unitamente a una mostra aprì le celebrazioni del centenario dell'Avezzano Calcio.
Nel mercato invernale la rosa venne stravolta e a febbraio la guida tecnica passò a Gianluca Colavitto che riuscì a evitare la retrocessione diretta portando i biancoverdi dal penultimo al quindicesimo posto in classifica. Ai play-out l'Avezzano conquistò la salvezza battendo in casa i romagnoli del Santarcangelo grazie a una doppietta di Ettore Padovani.
Durante le prime giornate della stagione 2019-20 il club, apparso in difficoltà, torna a essere guidato da Gianni Paris, al suo nono anno di presidenza biancoverde. La squadra, stabilmente relegata nei bassifondi della graduatoria, non si risollevò nonostante gli avvicendamenti alla guida tecnica. Il 20 maggio 2020 a causa della pandemia di COVID-19 la FIGC decise di interrompere definitivamente il campionato a otto gare dal termine. Successivamente su proposta della Lega Nazionale Dilettanti la Federcalcio decretò la retrocessione delle ultime quattro classificate di ogni girone di Serie D. Il club biancoverde, posizionato al terz'ultimo posto della classifica, venne così retrocesso d'ufficio in Eccellenza.

### Anni 2020

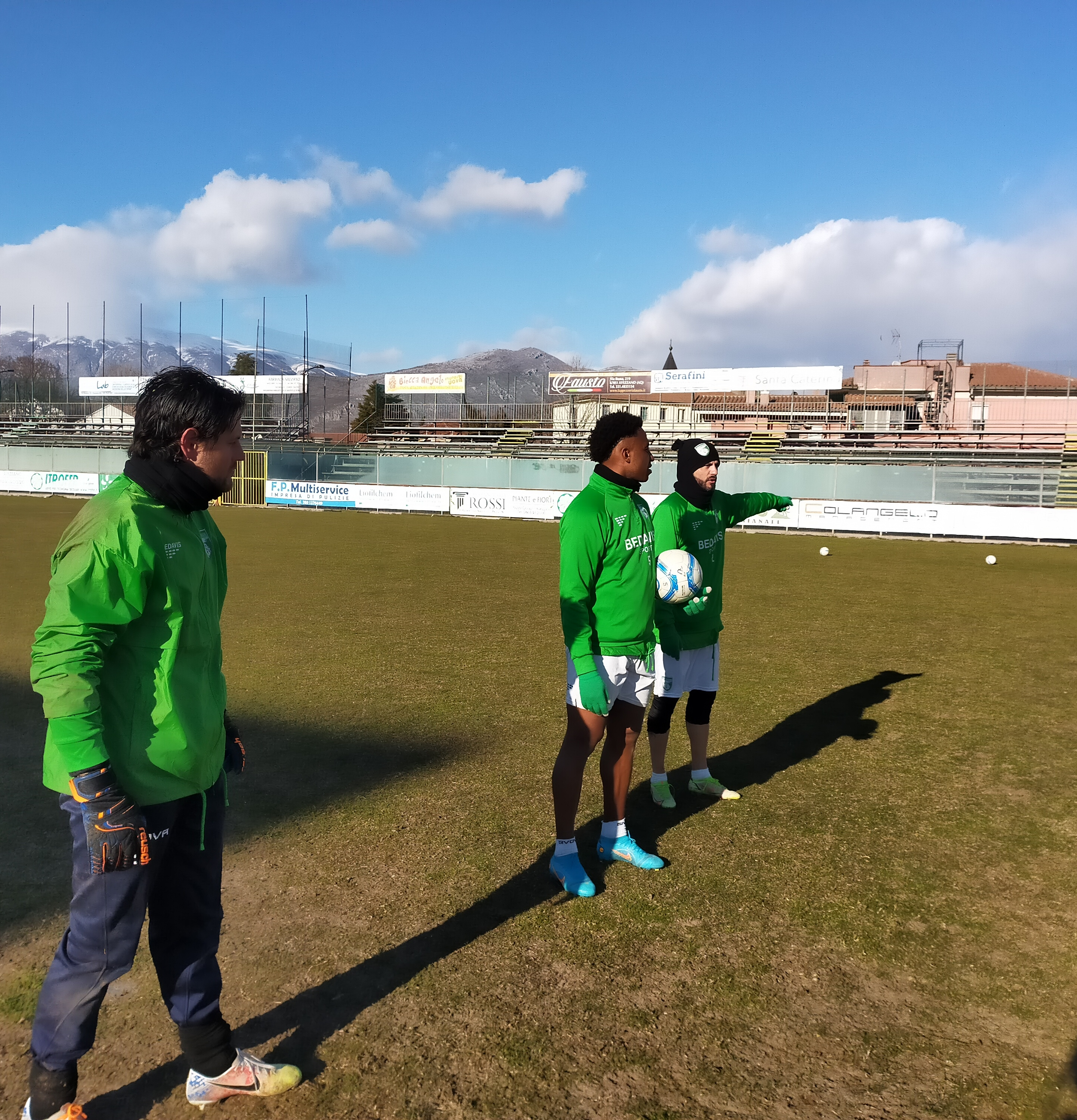
Al centro della foto Mateus Ribeiro Dos Santos, capocannoniere nella stagione 2021-2022

Nel successivo torneo regionale l'undici guidato da Erminio Rullo è costretto dopo poche gare a fermarsi a causa del protrarsi della pandemia. Alla ripresa del campionato, disposta dalla federazione l'11 aprile 2021 con la partecipazione su base volontaria di sette società, si registra il ritorno di mister Antonio Torti, già allenatore vincente con i biancoverdi. La squadra, rivoluzionata rispetto all'inizio della stagione, si posiziona al terzo posto del mini torneo dietro al Chieti, promosso in Serie D, e all'Aquila. Confermata e rinforzata dal direttore sportivo Luigi Ridolfi, vince il campionato di Eccellenza Abruzzo 2021-2022 attestandosi in vetta alla classifica dopo poche giornate, battendo le principali concorrenti alla vittoria finale, L'Aquila, Giulianova e Lanciano 1920. Capocannoniere assoluto di categoria si conferma con 29 marcature Mateus Ribeiro Dos Santos. Nel corso della stagione la società ha avviato l'azionariato popolare con il fine di coinvolgere maggiormente tifosi e imprenditori rafforzandosi sul piano economico. L'undici, affidato poco prima del debutto al tecnico laziale Marco Scorsini, chiude il torneo superiore al dodicesimo e ultimo posto utile per la salvezza diretta, maturata grazie al girone di andata giocato da protagonista e concluso nella zona nobile della graduatoria.
Il 9 maggio 2023, poche ore dopo la conclusione del campionato, l'imprenditore Andrea Pecorelli, figlio di Mino Pecorelli, ha acquisito il 50% delle quote societarie diventando proprietario di maggioranza e presidente del club. Nella nuova stagione la squadra, indicata tra le outsider del proprio girone, viene affidata a Giuseppe Ferazzoli. Dopo un buon girone di andata però, nonostante gli importanti rinforzi giunti dal mercato invernale, perde terreno e gli scontri diretti per la vetta della classifica. Il tecnico subentrante Mirko Pagliarini riesce in breve a risollevare la compagine che chiude la regular season al terzo posto, dietro al promosso Campobasso e all'Aquila. Nella semifinale play-off viene battuta a domicilio dalla Sambenedettese.
Il campionato di Serie D 2024-25 si apre tra pesanti difficoltà che hanno riguardato i vertici societari causando un repentino ridimensionamento degli ambiziosi programmi iniziali. Le conseguenze si ripercuotono sulla squadra che parte male inanellando cinque sconfitte consecutive, tuttavia con l'arrivo del tecnico Sandro Pochesci i biancoverdi risalgono la china. Il girone di ritorno, segnato dal rientro di mister Pagliarini e da un attento mercato di riparazione, consente all'Avezzano di valorizzare i suoi promettenti calciatori e di chiudere il torneo in crescendo, al settimo posto.
Nell'estate del 2025 non perfeziona l'iscrizione e viene escluso dal campionato di Serie D per gravi inadempienze finanziarie.

## Colori e simboli

### Colori
I colori dell'Avezzano sono il bianco e il verde. La maglia casalinga nella versione classica è a strisce verticali biancoverdi, il risvolto al colletto di colore bianco, i pantaloncini sono bianchi e i calzettoni verdi. La divisa da trasferta è generalmente una maglia bianca con sfumatura verde all'estremità e risvolto verde scuro al colletto con pantaloncini e calzettoni bianchi. La terza divisa è generalmente di un altro colore con risvolti biancoverdi, pantaloncini e calzettoni sono dello stesso colore della maglia. Il design presenta un inserto grafico raffigurante il lupo marsicano che è posto in basso a sinistra nella parte posteriore della maglia casalinga e nella parte anteriore delle altre due maglie.

### Simboli ufficiali

Logo in uso dal 2011 al 2023

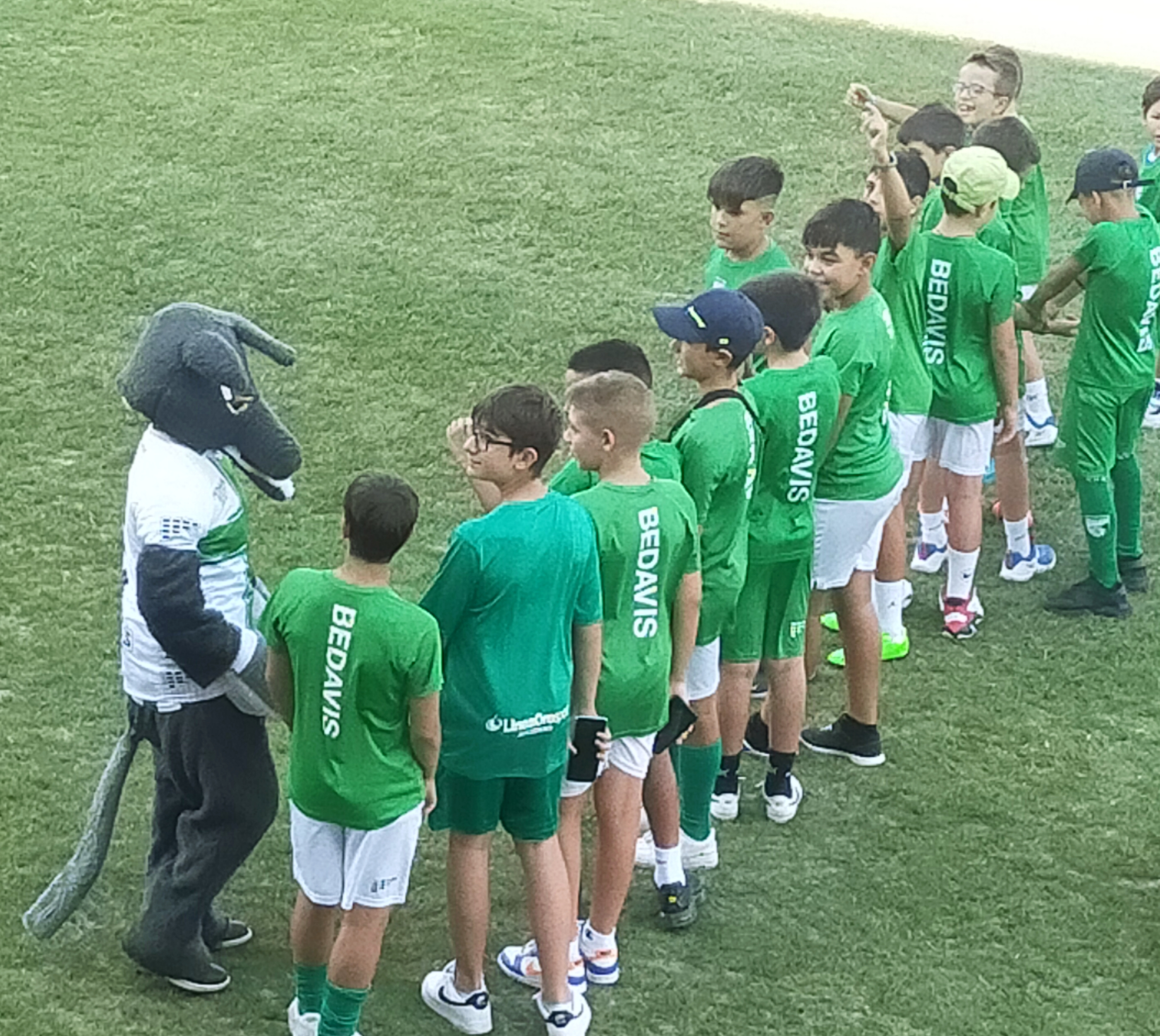
Mascotte con i bambini della scuola calcio

#### Stemma
Il marchio storico dell'Avezzano Calcio è un semplice scudo gotico, diviso in due metà verticali colorate di bianco e verde, sormontato dalla scritta in maiuscolo "Avezzano". Il logo in uso dal 1990 al 1998, a cominciare dalla gestione di Mauro Gentile, riportava le iniziali del club "A" e "C" stilizzate, di colore verde, poste al centro dello scudo gotico con lo sfondo bianco. Nel 1997, sotto la presidenza di Vincenzo Angeloni, il lupo marsicano, emblema storicamente identificativo del sodalizio fin dai tempi della Forza e Coraggio, venne sostituito dall'orso bruno marsicano, posizionato frontalmente e in posizione eretta, all'interno del sigillo biancoverde.
Lo stemma della Nuova Avezzano Calcio, utilizzato ufficialmente dal 2000 al 2007, presenta un pallone al centro del sigillo alla cui base è raffigurata la testa di profilo del lupo. Nello stemma adottato dal 2011, disegnato e creato da Roberto Falco, il lupo che ringhia è posto al centro, stilizzato, di colore bianco su uno sfondo verde che rappresenta il Fucino. Lo scudo gotico include le cime del monte Velino sormontate dalla scrittura maiuscola "Avezzano Calcio".
Nel 2023 il club ha realizzato il nuovo sigillo circolare biancoverde, bordato d'oro, con al centro la testa stilizzata del lupo, posta frontalmente e sovrastata dalla scritta "Avezzano Calcio" in stampatello e dalla sigla AZ, simbolo dell'ambizione autonomista del territorio marsicano. In basso è riportata la data 1919, anno di fondazione del club.

#### Inno
(Ritornello dell'inno ufficiale)
L'inno ufficiale dell'Avezzano Calcio, il terzo nella storia del club, è L'Avezzano siamo noi. Presentato nel 2022 è stato scritto e interpretato dal cantautore abruzzese Adriano Megna.
Il precedente inno ufficiale, presentato nel 2003, è Cuore biancoverde, scritto e interpretato da Antonello Ciani e arrangiato da Raffaele Tatti e Renzo Lanciotti. Il primo canto, risalente agli anni ottanta, s'intitola Avezzano segna.

#### Mascotte
La prima mascotte ufficiale dell'Avezzano Calcio, realizzata nel 2014 dalla sarta Elisabetta Lorusso, è un lupo alto un metro e novanta che indossa la divisa biancoverde.

## Strutture

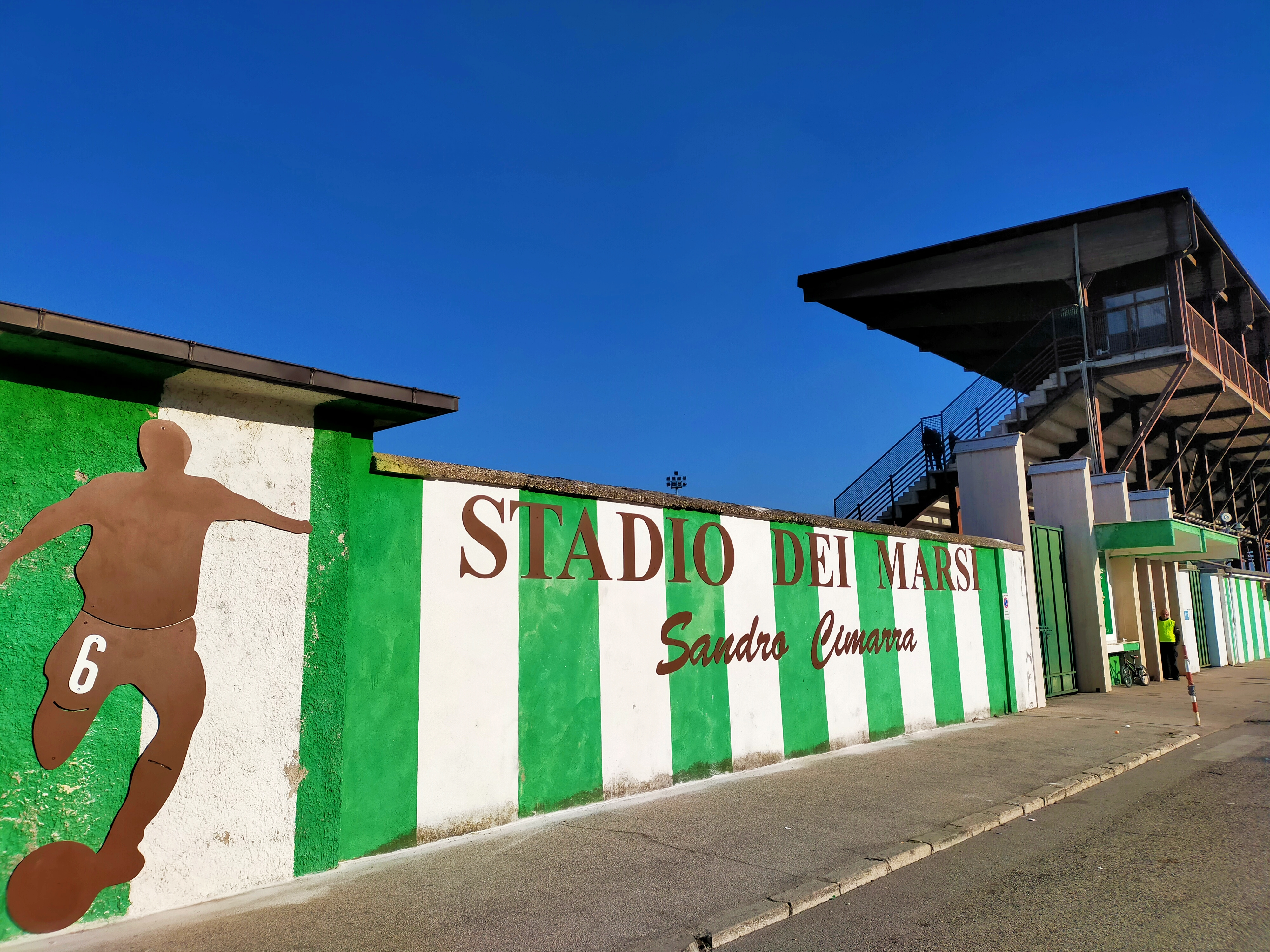
Stadio dei Marsi-Sandro Cimarra

### Stadio
L'Avezzano Calcio disputa stabilmente dal 1990 le gare casalinghe allo stadio dei Marsi-Sandro Cimarra, impianto intitolato al popolo italico dei Marsi e dal 10 novembre 2024 alla memoria di Sandro (Giuseppe) Cimarra, compianto centrocampista e capitano biancoverde. Ha una capienza, a pieno regime, di 3.692 spettatori. La struttura, posizionata nel quartiere Via Napoli a ridosso del centro cittadino, dispone di una tribuna coperta, un settore distinti scoperto suddiviso in due parti, di cui una riservata ai tifosi ospiti, e di una curva nel lato nord, anch'essa scoperta. Nel 1993 ha ospitato la Nazionale di calcio dell'Italia Under-21 e nel 2009 il torneo eliminatorio di calcio dei Giochi del Mediterraneo. Nel 2013 vi si è disputato il torneo Sei Nazioni di Rugby Under 20. Dal 2017 la sala stampa è intitolata al campione del ciclismo Vito Taccone.

### Centro di allenamento
L'Avezzano Calcio, fino ai primi anni duemila, ha svolto gli iniziali test atletici presso lo stadio dei Pini, infrastruttura sportiva riservata all'atletica leggera situata nella zona nord della città. Solitamente, prima e durante la stagione agonistica, la squadra effettua la preparazione atletica presso i campi sportivi situati nella Marsica. Le sedute tecnico-tattiche e quelle di rifinitura si tengono sul manto erboso dello stadio dei Marsi-Sandro Cimarra o, specie nel periodo invernale, all'antistadio equipaggiato di erba sintetica dal 2023.

## Società
La sede della società è collocata in via Ferrara n. 9, presso lo stadio dei Marsi-Sandro Cimarra di Avezzano.

### Sponsor
Di seguito la cronologia di fornitori tecnici dell'Avezzano Calcio.
- fino al 2000 ...
- 2000-2001 Sportika
- 2001-2007 Lotto
- 2009-2012 ...
- 2012-2014 Erreà
- 2014-2015 Legea
- 2015-2017 Gems
- 2017-2018 Givova-Kappa
- 2018-2019 Linea Oro Sport
- 2019-2020 Joma
- 2020-2021 Givova
- 2021-2023 Bedavis
- 2023-2025 Linea Oro Sport-Mizuno

### Impegno nel sociale

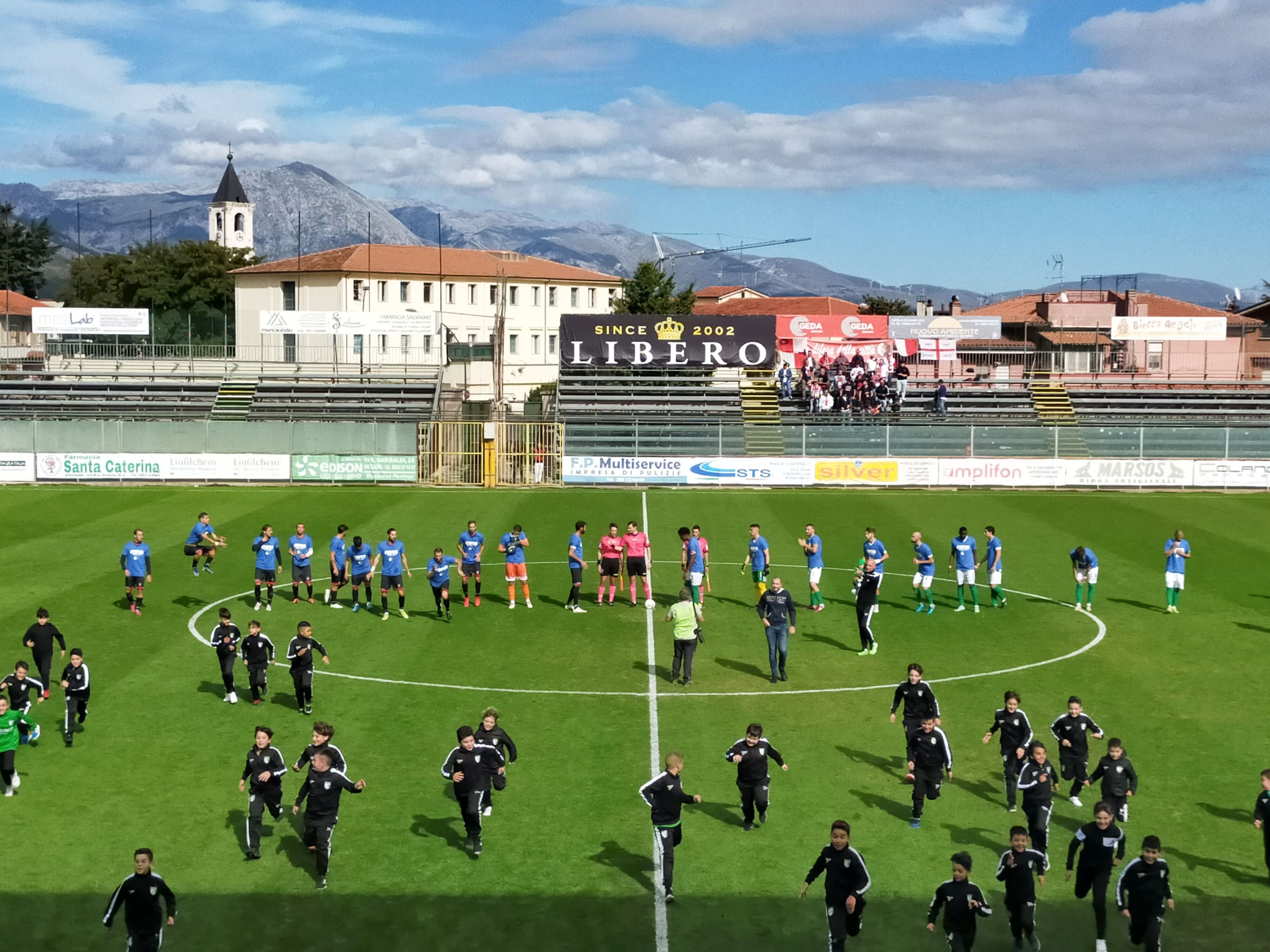
I giocatori di Avezzano e Vastese indossano prima di una gara le casacche blu dell'AVIS

La società biancoverde è stata sempre al fianco dell'AVIS comunale di Avezzano per sostenere e promuovere la donazione del sangue.
Nel 2014 in occasione del World Aids Day undici atleti dell'Avezzano Calcio hanno fatto il test Hiv presso il reparto di malattie infettive dell'ospedale civile cittadino con l'obiettivo di sensibilizzare la popolazione sull'importanza della prevenzione.
Nel 2015 la società biancoverde ha contribuito alla campagna di raccolta fondi a favore dell'unione italiana ciechi e ipovedenti della provincia.
Nello stesso periodo, insieme agli ultras biancoverdi, l'Avezzano Calcio ha sostenuto un'amichevole tra calciatori e tifosi a favore della ricerca contro il cancro. 
Nello stesso anno la società biancoverde ha aderito alla settimana della lettura denominata "Libriamoci giornate di lettura nelle scuole", partecipando con dirigenti ed atleti alle iniziative organizzate ad Avezzano dal Miur e dal Centro Libro e Lettura di Roma.
Nel 2016 il club ha ospitato la "partita dei diritti" tra la squadra nazionale degli attori e la nazionale italiana calcio gay friendly al suo debutto assoluto. L'incasso è stato devoluto alla Croce Verde. Nello stesso anno l'Avezzano Calcio ha aderito al progetto "Tutti a casa" finalizzato a facilitare l'integrazione tra rifugiati e richiedenti asilo e i cittadini del territorio attraverso iniziative sportive e ludiche.
Nel 2017 la società ha aderito all'asta benefica organizzata in favore della sezione di Pescina dell'Anffas Onlus donando la maglia ufficiale da gara biancoverde, mentre nel 2018 ha donato beni alimentari alla Caritas diocesana. Nel mese di maggio 2019 il club ha promosso l'iniziativa intitolata "Lo sport nel cuore" finalizzata a mettere in pratica le manovre salvavita di primo soccorso in caso di arresto cardiaco. Personale medico qualificato ha divulgato le linee guida dell'American Heart Association.
Nel 2023 il sodalizio ha lanciato l'iniziativa intitolata "Tutti in campo" rivolta alle famiglie che vivono momenti di fragilità finanziaria alle quali sono state riservate delle agevolazioni per l'iscrizione alla scuola calcio dei propri figli.
Nel 2025 il club ha aderito alla campagna di sensibilizzazione promossa in occasione della giornata mondiale per la consapevolezza sull'autismo.

### Settore giovanile
Il settore giovanile dell'Avezzano è formato da squadre che militano nei campionati Juniores under 19, Allievi under 17 e Giovanissimi under 15. La società vanta una buona tradizione relativa al settore giovanile e alla scuola calcio.

### Settore femminile
L'esordio assoluto della squadra di calcio femminile dell'Avezzano avvenne nel 1972 con l'amichevole giocata allo stadio dei Marsi con la rappresentativa di Ovindoli.
È stata ufficialmente ricostituita più volte unitamente al settore femminile giovanile.

## Allenatori e presidenti
Di seguito l'elenco degli allenatori e dei presidenti dell'Avezzano.
- 1919-1921  Pio Berti
- 1921-1922  Giovanni Evandro
- 1922-1928  Amerigo De Bernardinis
- 1931-1933  Armando Santolini e  Franco Ottolini
- 1934-1935  Gaetano Galletti
- 1935-1939  Armando Santolini e  Fazi
- 1944-1945  Stracuzzi
- 1945-1947  Giuseppe Cavanna
- 1947-1950  Giuseppe Gerbi
- 1950-1951  Giuseppe Gerbi e  Pio Brindisi
- 1951-1952  Savoini
- 1952-1953  Bruno Cataldi
- 1953-1954  Giovanni Breno e  Bruno Cataldi
- 1954-1956  Vagno Gatti
- 1956-1958  Dante Lacorata
- 1958-1960  Aroldo Collesi
- 1960-1961  De Angelis
- 1961-1962  De Angelis
 Rolando Appolloni e  Bruno Cataldi
- 1962-1963  Osvaldo Liberati
 Bruno Cataldi
- 1963-1964  Rolando Appolloni e  Bruno Cataldi
- 1964-1965  Rolando Appolloni
- 1965-1966  Bruno Cataldi
- 1966-1968  Michele D'Addato
- 1968-1969  Edmondo Bonansea
- 1969-1970  Rolando Appolloni
- 1970-1971  Juan Carlos Tacchi[23]
 Umberto Pepe[22]
 Filippo Cannavacciuolo[136]
- 1971-1972  Fernando Caruso e  Giovannino Sucapane
- 1972-1973  Dionisio Arce
 Nello Silvestri
 Enrico Di Santo
- 1973-1974  Enrico Di Santo
 Carlo Facchin
- 1974-1976  Carlo Facchin
- 1976-1977  Armando Rosati
- 1977-1978  Nello Silvestri e  Piero Grasselli
- 1978-1979  Feliciano Orazi
 Franco Panzieri
 Guido Liberati
- 1979-1980  Armando Rosati
- 1980-1981  Bruno Jacoboni
 Antonio Bonaldi
- 1981-1982  Armando Rosati
- 1982-1983  Gino Stacchini[137]
 Armando Rosati
 Piero Grasselli
- 1983-1984  Piero Grasselli
- 1984-1985  Mauro Giacomini 
 Bruno Cataldi
- 1985-1986  Carlo Facchin
 Mauro Giacomini
- 1986-1987  Bruno Nobili
- 1987-1988  Gabriele Matricciani
 Marco Bozzi
- 1988-1989  Fernando Colizza
 Francesco Andreetti
- 1989-1990  Francesco Andreetti e  Francesco Favaro
- 1990-1993  Pino Petrelli
- 1993-1994  Giuseppe Di Franco
 Giuseppe Sabadini
- 1994-1995  Giuseppe Sabadini
 Natalino Fossati
- 1995-1996  Pino Petrelli
- 1996-1997  Francesco Dellisanti
 Alberto Mari
- 1997-1998  Claudio Di Pucchio
 Angelo Orazi
- 1998-2000  Salvatore Rivo
- 2000-2001  Salvatore Rivo
 Fernando Colizza
 Faustinho Cané
 Ersilio Cerone
- 2001-2002  Francesco Andreetti
- 2002-2003  Francesco Andreetti
 Antonio Torti
- 2003-2004  Antonio Torti
- 2004-2005  Antonio Torti
 Filippo Lancia
- 2005-2006  Filippo Lancia
 Ersilio Cerone
- 2006-2007  Elio Perri
- 2009-2010  Giuseppe Capogrosso
- 2010-2011  Giovanni Capaldi e  Fabio Salvatore
- 2011-2012  Giovanni Capaldi e  Fabio Salvatore
 Orazio Di Loreto
- 2012-2013  Orazio Di Loreto
 Antonio Torti
- 2013-2014  Antonio Torti
 Orazio Di Loreto
- 2014-2015  Luigi Morgante
 Alessandro Lucarelli
- 2015-2016  Alessandro Lucarelli
- 2016-2017  Giuseppe Tortora
- 2017-2018  Umberto Marino (giu.-ago.)
 Antonio Aiello (ago.)
 Federico Giampaolo
- 2018-2019  Federico Giampaolo (1ª-26ª)
 Paolo Lanera (27ª)
 Gianluca Colavitto (28ª-38ª e play-out)
- 2019-2020  Stefano De Angelis (giu.)[138]
 Antonio Mecomonaco (giu.-4ª)[94]
 Alessandro Vaccaro (5ª-7ª)[94]
 Andrea Liguori (8ª-17ª)[139]
 Antonio Mecomonaco (18ª-23ª)[139]
 Andrea Liguori (24ª-26ª)[140]
- 2020-2021  Alessandro Del Grosso (giu.-lug.)[141]
 Erminio Rullo (1ª-7ª)[141]
 Antonio Torti (feb.-giu.)[142]
- 2021-2022  Antonio Torti
- 2022-2023  Antonio Torti (lug.-ago.)[143]
 Marco Scorsini[143]
- 2023-2024  Giuseppe Ferazzoli (1ª-29ª)[144]
 Mirko Pagliarini (30ª-34ª e play-off)[145]
- 2024-2025  Mirko Pagliarini (1ª-3ª)
 Sandro Pochesci (4ª-17ª)[146]
 Mirko Pagliarini (18ª-34ª)[147]

- 1919-1923  Giovanni Evandro
- 1923-1927  Giuseppe Mancini
- 1927-1931  Pio Berti
- 1932-1933  Giuseppe Mancini
- 1934-1939  Osvaldo Rinonapoli e  Orazio Cambise
- 1944-1948  Giuseppe Corradi,  Raffaele Marini e  Raffaele Tomassetti
- 1948-1950  Pasquale Cataldi
- 1950-1951  Giuseppe Corradi
- 1951-1952  Ugo De Tiberis
- 1952-1953  Antonio Censi e  Giuseppe Santilli
- 1953-1954  Ennio Ranieri e  Ugo De Tiberis
- 1954-1956  Armando Dalla Montà
- 1956-1957  Marcello De Vincentis
- 1957-1958  Concezio Graziani
- 1958-1959  Giuseppe Antonini
- 1959-1961  Giuseppe Antonini
 Leone Di Profio
 Domenico Busico
- 1961-1963  Domenico Busico
 Oldani Mastrodicasa
 Armando Dalla Montà
- 1963-1964  Armando Dalla Montà
 Concezio Graziani
- 1964-1965  Concezio Graziani
 Nino Bozzi (comm. straord.)
- 1965-1966  Antonio Censi
- 1966-1969  Renato Bonanni e  Osvaldo Liberati
- 1969-1970  Luigi Domenico Della Valle
- 1970-1971  Nicola Del Villano (comm. straord.) 
 Italo Buglione (comm. straord.)[22]
 Umberto Pepe[22]
- 1971-1972  Franco De Nicola
 Antonio (Toto) Di Lorenzo
- 1972-1977  Antonio (Toto) Di Lorenzo
- 1977-1978  Ugo Graziani
- 1978-1979  Ugo Graziani
 Francesco Fedele
 Gino Lolli
- 1979-1980  Mario Spallone
- 1980-1981  Mario Spallone
 Gennaro Gentile
 Vernarelli (comm. straord.)
- 1981-1983  Gennaro Gentile e  Mario Spallone
- 1983-1984  Mario Spallone
- 1984-1985 comitato di reggenza
- 1985-1986  Nicola Di Lorenzo
- 1986-1987  Nicola Di Lorenzo e  Fernando Lombardi
- 1987-1988  Bruno Angelosante e cordata imprenditoriale[148]
- 1988-1989  Bruno Angelosante e  Marcello Bove[149]
- 1989-1990  Bruno Angelosante,  Marcello Bove e  Mauro Gentile[59]
- 1990-1991  Marcello Bove e  Mauro Gentile
- 1991-1997  Mauro Gentile
- 1997-1998  Vincenzo Angeloni
- 1998-2000  Lorenzo Sannito
- 2000-2003  Ennio Panei[62]
- 2003-2004  Loreto Iampieri[65]
- 2004-2005  Renata Parisse[67]
- 2005-2007  Francesco Tuzi[68]
- 2009-2010  Roberto Cotturone
- 2010-2011  Roberto Cotturone e  Gianni Paris[150]
- 2011-2018  Gianni Paris[151]
- 2018-2019  Gianni Paris
 Luciano D'Alessandro[152]
- 2019-2020  Luciano D'Alessandro
 Gianni Paris[94]
- 2020-2023  Gianni Paris
- 2023-2025  Andrea Pecorelli[100]

## Calciatori

### Hall of Fame
La Hall of Fame dell'Avezzano Calcio è:
- Guido Liberati (1970-1975)
- Alessandro Pierleoni (1976-1983)
- Ersilio Cerone (giovanili, 1979-1980 e 1994-1997)
- Liberato Angeloni (1974-1975)
- Rolando Appolloni (1947-1951 e 1954-1963)
- Giuseppe "Sandro" Cimarra (1967-1968 e 1971-1980)
- Angelo Pierleoni (1994-1996)
- Filippo Pomponio (1974-1978)
- Roberto Di Nicola (giovanili, 1978-1980, 1993-1998 e 1999-2000)
- Antonio Bonaldi (1979-1982)
- Franco Marescalco (1976-1980)

### Capitani
- Mario De Ruggeris (1919-1920)[154]
- Mele (1920-1921)[154]
- Mario De Ruggeris (1921-1930)[154]
- Loreto Buttari (1930-1932)[155]
- Armando Santolin (1932-1933)[156]
- Oscar Petricca (1933-1940)[156]
- .. (1940-1947)
- Dante Lacorata (1947-1951)[157]
- .. (1951-1954)
- Mario Di Renzo (1954-1955)[158]
- Rolando Appolloni (1955-1957)[159]
- Carlo Tozzi (1957-1958)[160]
- Giuseppe (Bepi) Appolloni (1958-1962)[161]
- Manlio Orlandi (1962-1970)[162]
- Esposito (1970-1971)[162]
- Francesco Laurenzi (1971-1973)[162]
- Manlio Orlandi (1973-1974)[162]
- Liberato Angeloni (1974-1975)[163]
- Giuseppe "Sandro" Cimarra (1975-1979)[163]
- Alessandro Pierleoni (1979-1980)
- Antonio Bonaldi (1980-1982)[164]
- .. (1982-1985)
- Libero Di Donato (1985-1986)[165]
- Armando Ravioli (1986-1987)[166]
- .. (1987-1989)
- Giampaolo Pellegrini (1989-1993)[167]
- Roberto Di Nicola (1993-1996)[168]
- Stefano De Angelis (1996-1998)[169]
- Alessandro Vaccaro (1998-2000)
- .. (2000-2002)
- Luigi Carosella (2002-2004)[26]
- Massimo D'Aprile (2004-2006)[170]
- .. (2006-2010)
- Innocenzo Maggiore (2010-2011)[74]
- Gianni Bisegna (2011-2012)[171]
- Dario Celli (2012-2014)[172]
- Pasquale Moro (2014-2016)[173]
- Umberto Sassarini (2016-2017)[174]
- Piotr Branicki (2017)[105]
- Damiano Menna (2017-2018)[175]
- Federico Fanti (2018-2020)[94]
- Stefano Scipioni (2020)[176]
- Salvatore Ferraro (2020-2021)[177]
- Umberto Sassarini (2021-2022)[178]
- Mateus Ribeiro Dos Santos (2022-2023)[179]
- Fabrizio Roberti (2023-2024)[180]
- Cristiano Verna (2024)[181]
- Mattia Mascella (2025)[182]

### Contributo alle Nazionali
Durante la militanza nell'Avezzano Calcio l'unico calciatore ad esser stato convocato in una rappresentativa nazionale dell'Italia fu il portiere Patrizio Fimiani, che il 22 dicembre 1993 giocò con la Nazionale Under-21 contro i pari età d'Israele.

## Palmarès

### Competizioni nazionali
- Coppa Italia Dilettanti: 1

1986-1987

### Competizioni interregionali
- Serie C2: 1

1995-1996 (girone C)
- Serie D: 1

1990-1991 (girone G)

### Competizioni regionali
- Eccellenza: 2

2014-2015, 2021-2022
- Coppa Italia Dilettanti Abruzzo: 1

2013-2014
- Promozione: 4

1956-1957, 1986-1987 (girone A), 1999-2000 (girone A), 2012-2013 (girone A)
- Prima Categoria: 4

1965-1966 (girone A), 1969-1970 (girone B, Abruzzo), 1998-1999, 2010-2011
- Prima Divisione: 1

1953-1954

### Altri piazzamenti
- Serie D:

Secondo posto: 1975-1976 (girone G)
Terzo posto: 1977-1978 (girone F), 2017-2018 (girone F), 2023-2024 (girone F)
- Eccellenza:

Secondo posto: 2013-2014
Terzo posto: 2001-2002, 2002-2003, 2020-2021
- Promozione:

Secondo posto: 1949-1950 (girone L), 1974-1975
Terzo posto: 1950-1951 (girone L), 1973-1974
- Coppa Italia Dilettanti:

Semifinalista: 1990-1991
- Torneo misto abruzzese:

Terzo posto: 1944-1945

## Statistiche e record

### Partecipazione ai campionati
L'Avezzano ha disputato 86 stagioni sportive a partire dall'esordio in Seconda Divisione nel 1931-1932, prendendo parte a 50 campionati nazionali, di cui 15 tra i professionisti. La società ha sospeso le sue attività tra il 1939 e il 1944, per cause belliche, e tra il 2007 e il 2009; nella stagione 1944-1945 ha disputato il campionato abruzzese di guerra.
Campionati nazionali
| Livello | Categoria                 | Partecipazioni | Debutto   | Ultima stagione | Totale |
| ------- | ------------------------- | -------------- | --------- | --------------- | ------ |
| 3º      | Serie C                   | 3              | 1945-1946 | 1947-1948       | 4      |
| 3º      | Serie C1                  | 1              | 1996-1997 | 1996-1997       | 4      |
| 4º      | Promozione                | 4              | 1948-1949 | 1951-1952       | 38     |
| 4º      | Campionato Interregionale | 2              | 1957-1958 | 1958-1959       | 38     |
| 4º      | Serie D                   | 21             | 1959-1960 | 2024-2025       | 38     |
| 4º      | Serie C2                  | 11             | 1978-1979 | 1997-1998       | 38     |
| 5º      | Campionato Interregionale | 6              | 1983-1984 | 1990-1991       | 10     |
| 5º      | Serie D                   | 4              | 2003-2004 | 2006-2007       | 10     |

Campionati regionali
| Livello | Categoria         | Partecipazioni | Debutto   | Ultima stagione | Totale |
| ------- | ----------------- | -------------- | --------- | --------------- | ------ |
| I       | Seconda Divisione | 4              | 1931-1932 | 1934-1935       | 24     |
| I       | Prima Divisione   | 1              | 1938-1939 | 1938-1939       | 24     |
| I       | Promozione        | 10             | 1952-1953 | 1986-1987       | 24     |
| I       | Prima Categoria   | 2              | 1965-1966 | 1969-1970       | 24     |
| I       | Eccellenza        | 7              | 2000-2001 | 2021-2022       | 24     |
| II      | Seconda Divisione | 3              | 1935-1936 | 1937-1938       | 5      |
| II      | Promozione        | 2              | 1999-2000 | 2012-2013       | 5      |
| III     | Prima Divisione   | 1              | 1953-1954 | 1953-1954       | 4      |
| III     | Prima Categoria   | 3              | 1998-1999 | 2010-2011       | 4      |

### Partecipazione alle coppe
| Competizione                    | Partecipazioni | Debutto   | Ultima stagione | Totale |
| ------------------------------- | -------------- | --------- | --------------- | ------ |
| Coppa Italia Semiprofessionisti | 3              | 1978-1979 | 1980-1981       | 12     |
| Coppa Italia Serie C            | 9              | 1981-1982 | 1997-1998       | 12     |
| Coppa Ottorino Mattei           | 1              | 1957-1958 | 1957-1958       | 13     |
| Coppa Italia Serie D            | 12             | 2003-2004 | 2024-2025       | 13     |
| Trofeo Jacinto                  | 1              | 1990-1991 | 1990-1991       | 1      |
| Coppa Italia Dilettanti         | 7              | 1971-1972 | 2013-2014       | 7      |

- Nota: non vengono computate le partecipazioni alle coppe regionali.

## Tifoseria

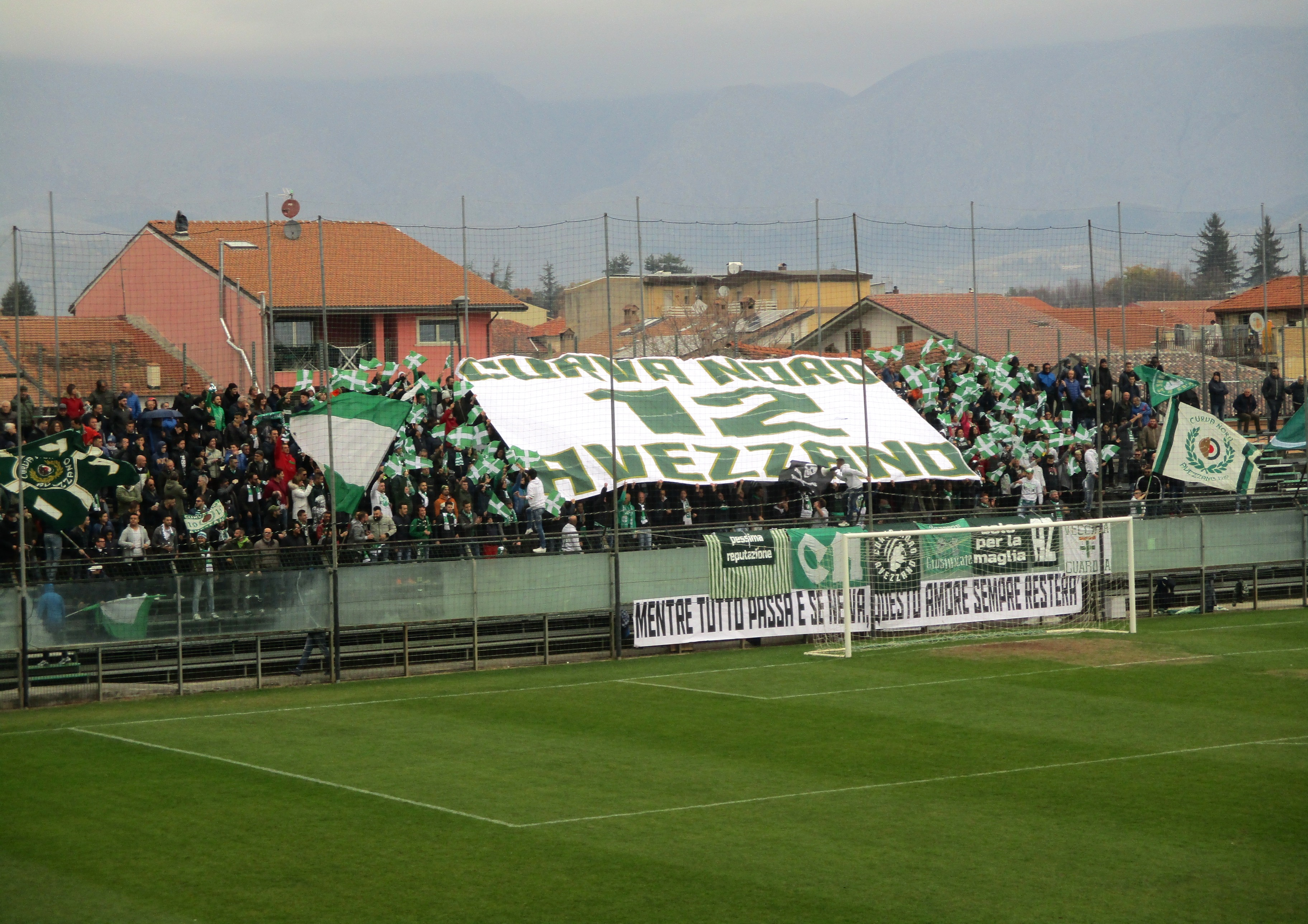
Curva Nord Avezzano

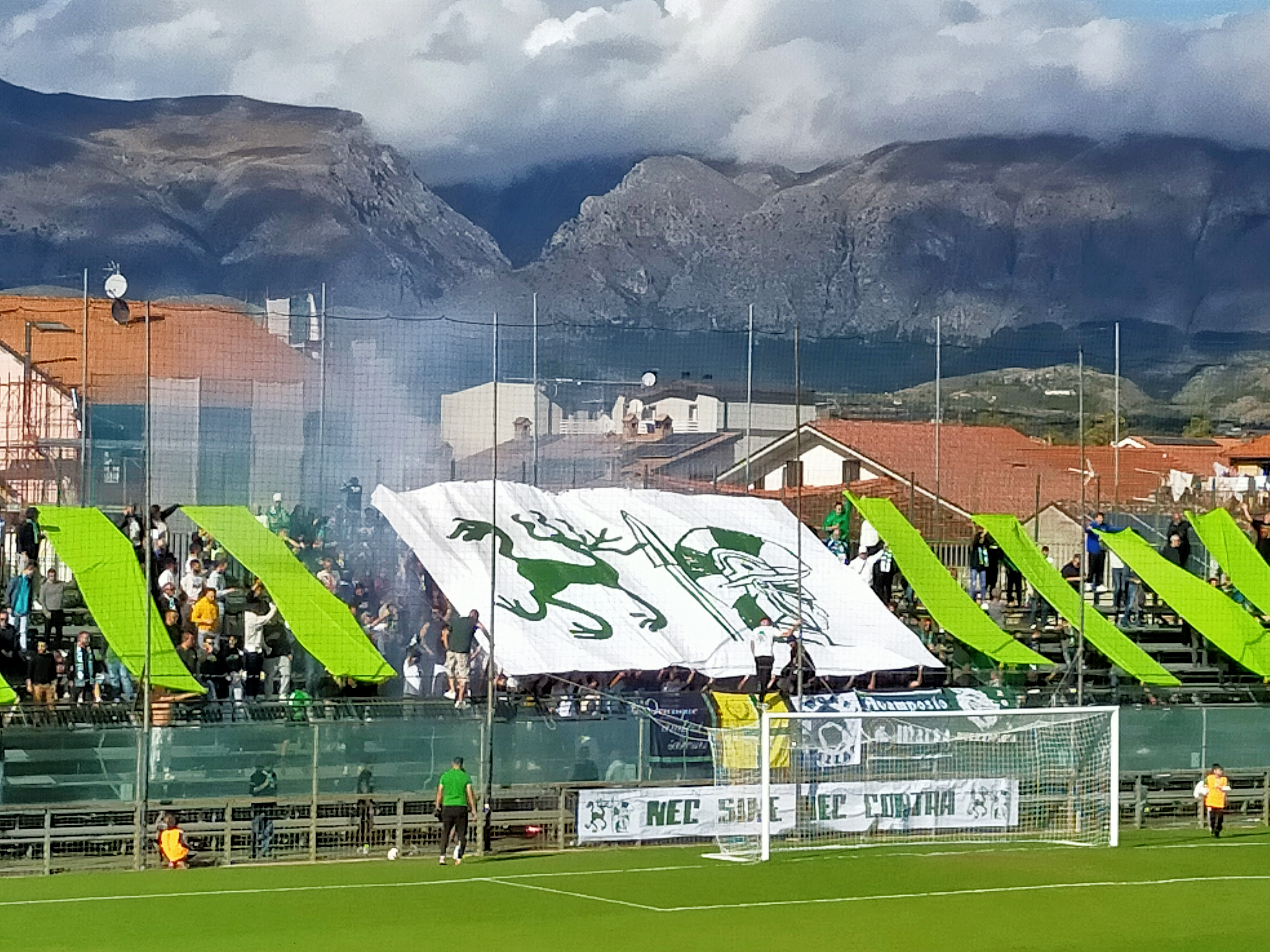
La chimera dei Marsi raffigurata in una coreografia degli ultras

### Storia
Il primo gruppo fondato nel 1970 è stato il "Club Avis Fedelissimi Bianco Verdi". Altri vecchi gruppi organizzati furono i "Wild Kaos" , "Vecchio Kaos" (dal 1987), "Frati Alkolika", "Rebels", "Ultras 1978", "Ultrà Cupello", "Opposta", "Vecchia Guardia 1977", "Nuova Guardia" e "BVN".
Tra i gruppi più attivi figurano "Avamposto Marso", "Smokey", "Avezzanesi 2018".

### Gemellaggi e rivalità
Il gemellaggio attivo più importante è quello con gli ultras della Fermana.
Saldi rapporti di amicizia persistono con i tifosi del Pescara e del Messina.
Nei primi anni novanta vennero siglati i gemellaggi con i tifosi della Viterbese e con quelli del Gualdo che con il passare degli anni sono andati a scemare.
Nel 2016, dopo circa trent'anni, si è interrotto il gemellaggio con i tifosi del Cassino.
Contro L'Aquila persiste la rivalità maggiore legata soprattutto ad ataviche motivazioni di carattere territoriale. Altre storiche ed aperte rivalità in ambito regionale ci sono con la Vastese, il Giulianova, il Francavilla, il Sulmona e con il Chieti.
Momenti di tensione ci furono con i sostenitori del Teramo in occasione dell'ultima giornata della stagione 1995-96 che risultò determinante per la promozione della formazione biancoverde in Serie C1.
Nel 2018, in seguito ai tafferugli scatenati nei pressi dello stadio, si è accesa la rivalità con i supporters del Cesena.
Rivalità minori persistono con i sostenitori del Sora, dell'Isola Liri e del Frosinone.
L'elenco è lungo e in passato ha incluso anche Ascoli, Fano, Rimini, Sambenedettese, Termoli e Vis Pesaro.